# Agrostis delislei
Agrostis delislei är en gräsart som beskrevs av William Botting Hemsley. Agrostis delislei ingår i släktet ven, och familjen gräs. Inga underarter finns listade i Catalogue of Life.